# Christoph Überhuber

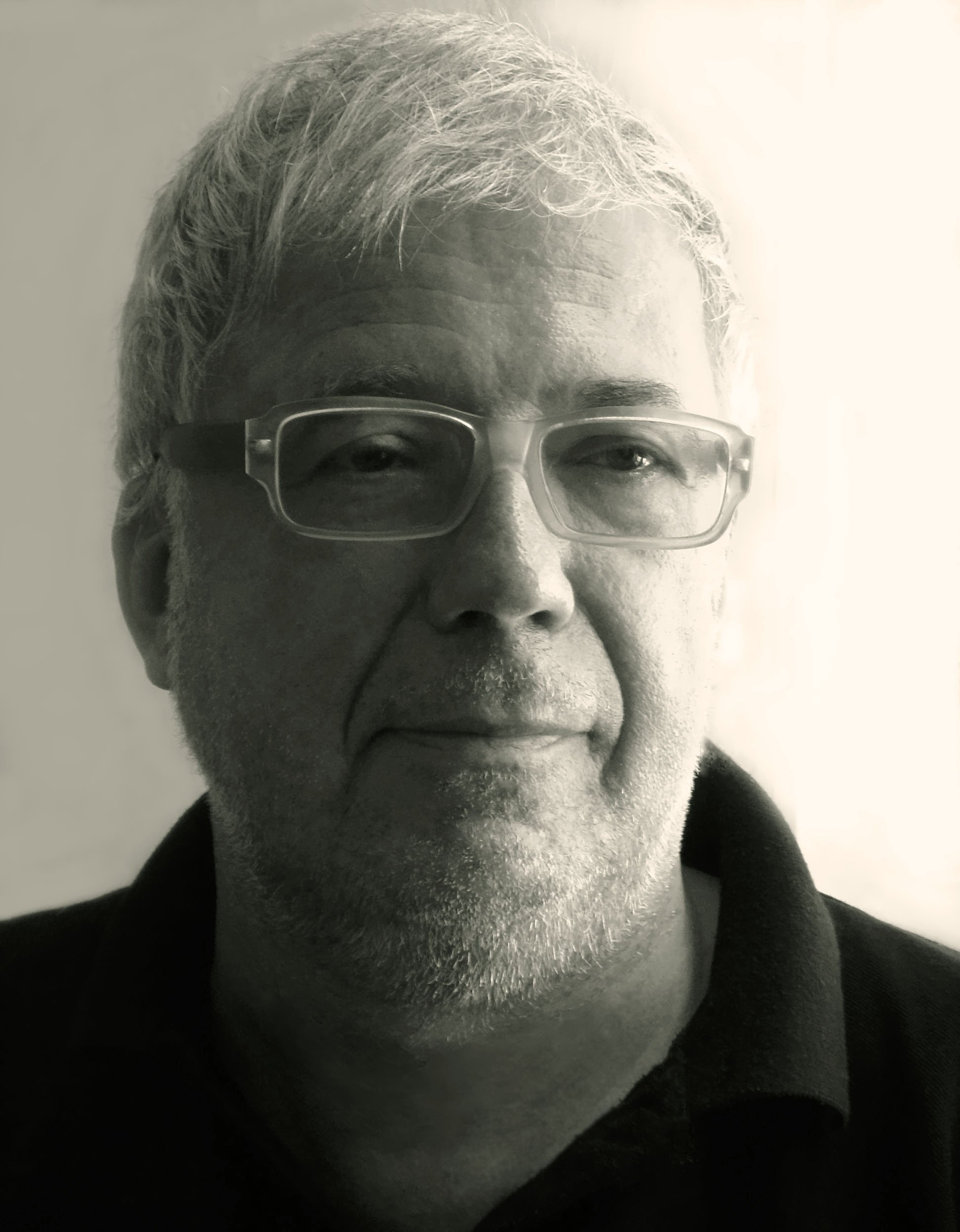
Christoph Überhuber (2009)

Christoph W. Überhuber (* 26. Oktober 1946 in Wien; † 26. August 2016) war ein österreichischer Wissenschaftler und Künstler. Er lebte und arbeitete in Wien.

## Leben
Christoph Überhuber schloss sein Studium der Mathematik an der Technischen Universität Wien 1973 mit dem Diplom und 1976 mit dem Doktorat ab. Im Jahr 1979 habilitierte er sich für den Bereich Numerische Mathematik. Seit 1998 war Christoph Überhuber außerordentlicher Universitätsprofessor am Institut für Analysis und Scientific Computing der Technischen Universität Wien.
Christoph Überhuber beschäftigte sich mit dem Zusammenhang zwischen Methoden wissenschaftlicher Bildgebung und künstlerischer Bildfindung. Er besuchte verschiedene Lehrgänge, unter anderem an den Internationalen Sommerakademien für Bildende Kunst in Salzburg bei Rivka Rinn, Xenia Hausner und Ines Doujak sowie in Traunkirchen bei Arnulf Rainer. Seine eigene künstlerische Lehrtätigkeit bestand seit 1996 in der Abhaltung von Lehrveranstaltungen (z. B. des Seminars „Kunst und Computer“) für Studenten der Technischen Universität und der Universität für angewandte Kunst in Wien.
Mit seinen künstlerischen Arbeiten bewegte sich Christoph Überhuber in den Bereichen künstlerische Fotografie, Grafik und Mixed Media. Dabei erschloss er neue technische Wege der künstlerischen Bildfindung und setzte sich in seinen collagenartigen und mehrschichtigen Bildern oft mit aktuellen sozialen und politischen Entwicklungen auseinander.

## Auszeichnungen
- 1994: Heinz-Zemanek-Preis für außergewöhnliche Forschungsarbeiten auf dem Gebiet „Scientific Parallel Computation“
- 2006: Gordon Bell Prize für das schnellste Computerprogramm der Welt – „Large-Scale Electronic Structure Calculations of High-Z Metals on the BlueGene/L Platform“

## Werk
- Christoph Überhuber leitete zahlreiche vom österreichischen Fonds zur Förderung der wissenschaftlichen Forschung (FWF) und vom Wiener Wissenschafts-, Forschungs- und Technologie-Fonds (WWTF) geförderte Projekte, z. B. im Spezialforschungsbereich (SFB) AURORA (1997–2007).
- Publikation von 16 Büchern und mehr als 100 Veröffentlichungen in Fachjournalen und Tagungsbänden.
- Ausstellungen der künstlerischen Arbeiten in verschiedenen österreichischen Galerien und Kunsthäusern.